# Stepoleming
Stepoleming (Eolagurus) – rodzaj ssaków z podrodziny karczowników (Arvicolinae) w obrębie rodziny chomikowatych (Cricetidae).

## Rozmieszczenie geograficzne
Rodzaj obejmuje gatunki występujące w Azji.

## Morfologia
Długość ciała (bez ogona) 123–162 mm, długość ogona 9–23 mm, długość ucha 4–7 mm, długość tylnej stopy 17–22 mm; masa ciała 58–140 g.

## Systematyka
Rodzaj zdefiniował w 1946 roku rosyjski teriolog Anatolij Argiropuło w artykule poświęconym nowym danym na temat taksonomii rodzaju Lagurus, opublikowanym w czasopiśmie Wiestnik Akadiemii nauk Kazachskoj SSR. Gatunkiem typowym jest (oznaczenie monotypowe) stepoleming żółtawy (E. luteus). 

### Etymologia
Eolagurus: gr. εως eōs lub ηως ēōs ‘świt’; rodzaj Lagurus Gloger, 1841 (piestruszka).

### Podział systematyczny
Do rodzaju należą następujące występujące współcześnie gatunki:
| Grafika | Gatunek               | Autor i rok opisu | Nazwa zwyczajowa          | Podgatunki         | Rozmieszczenie geograficzne | Podstawowe wymiary                           | Status IUCN |
| ------- | --------------------- | ----------------- | ------------------------- | ------------------ | --- | -------------------------------------------- | ----------- |
|         | Eolagurus luteus      | (Eversmann, 1840) | stepoleming żółtawy       | gatunek monotypowy | wschodni Kazachstan (wschodni Zajsan), północno-zachodnia Chińska Republika Ludowa (Kotlina Dżungarska) i południowo-zachodnia Mongolia (Dzüüngaryn gow’) | DC: 13,1–16,2 cm DO: 1,4–2,3 cm MC: 60–140 g | LC          |
|         | Eolagurus przewalskii | (Büchner, 1889)   | stepoleming Przewalskiego | gatunek monotypowy | północno-zachodnia i południowa Mongolia oraz północna Chińska Republika Ludowa (północno-zachodnie Gansu, Mongolia Wewnętrzna i Qinghai)                 | DC: 2,5–13 cm DO: 0,9–2 cm MC: 58–80 g       | LC          |

Kategorie IUCN:  LC  – gatunek najmniejszej troski.
Opisano również gatunki wymarłe z plejstocenu:
- Eolagurus argyropuloi (Gromov & Parfenova, 1951)[10] (Rosja)
- Eolagurus simplicidens (Yang Zhingjian, 1934)[11] (Chińska Republika Ludowa)